# پائول دمل
پائول دِمِل (چکی: Paul Demel; ۴ مهٔ ۱۹۰۳ – ۳۱ اوت ۱۹۵۱) بازیگر اهل کشور جمهوری چک بود. او در برنو و در امپراتوری اتریش مجارستان متولد شد. وی بیشتر به خاطر حضور کوتاه خود در فیلم‌ها، به‌ویژه کمدی‌های استودیوهای ایلینگ مشهور است.